# Caldeira Segara Anak
Pour l’article homonyme, voir Lac Segara Anak.
La caldeira Segara Anak est une caldeira d'Indonésie située sur l'île de Lombok. Elle est partiellement occupée par le lac Segara Anak, notamment dans sa partie occidentale. Sur son rebord oriental s'élève le mont Rinjani, un volcan culminant à 3 726 mètres.

## Géographie
La caldeira, à présent occupée dans sa partie occidentale par les eaux du Segara Anak, est surplombée sur son rebord oriental par le volcan Rinjani, encore actif,  qui culmine à 3 726 mètres d'altitude.

## Formation
La caldeira s'est formée par l'effondrement en 1257 du Samalas, un ancien volcan culminant à environ 4 200 mètres et de 8 à 9 kilomètres de diamètre,. L'éruption a provoqué un panache volcanique montant à 43 kilomètres d'altitude, d'après les modélisations, ainsi que des nuées ardentes ayant parcouru jusqu'à 25 kilomètres. Avec un indice d'explosivité volcanique de 7, elle est qualifiée de « méga-colossale » et elle est la plus violente recensée sur les 10 000 dernières années.
L'île était à l'époque occupée par le royaume de Lombok qui avait pour capitale Pamatan. Celle-ci a été ensevelie comme Pompéi et son emplacement est recherché.
L'éruption a été identifiée en 2013 grâce à l'analyse des cendres volcaniques piégées dans les glaces de l'inlandsis du Groenland et récupérées par carottage. L'hypothèse a été formulée que cette éruption fut l'un des facteurs principaux, sinon le facteur principal, de l'installation du petit âge glaciaire.

### Filmographie
- Le Mystérieux Volcan du Moyen Âge, documentaire écrit et réalisé par Pascal Guérin, produit par Kwanza, Arte France, Blink Films, en coproduction avec le CNRS Images et l’IRD (diffusé sur Arte le samedi 18 novembre 2017, puis rediffusé le samedi 9 mars 2019).